# Повреждения почек и мочевых путей
Поврежде́ния по́чек и мочевы́х путе́й подразделяются на открытые и закрытые, изолированные и сочетанные, огнестрельные, резаные и колотые.

## Повреждения почек
Травмы почек бывают открытые (результат ранения огнестрельным или холодным оружием [ резаные, колотые и колоторезаные раны]) и закрытые (результат ушиба [удар, сдавление, падение с высоты]). Оказание неотложной помощи на догоспитальном этапе сводится к противошоковым мероприятиям (купирование признаков травматического шока), к остановке кровотечения введением гемостатиков (адроксоний, викасол) и сердечно-сосудистых средств.

## Повреждения мочеточника
В мирное время встречается крайне редко. Травма мочеточника зачастую сочетается с повреждением почки или других прилегающих органов. В клинической практике встречается случайное, ятрогенное нарушение целостности мочеточника в акушерской, гинекологической и урологической практике в процессе оперативного вмешательства на органах брюшной полости, забрюшинного пространства и малого таза.
При подозрении на повреждение мочеточника показана экстренная госпитализация в стационар для оперативного лечения. В случае сочетанной травмы возможны шок и внутреннее кровотечение — показано введение противошоковых и гемостатических средств на догоспитальном этапе.

## Повреждения мочевого пузыря
Травмы мочевого пузыря бывают открытыми (огнестрельные, резаные и колотые) и закрытыми, изолированными и сочетанными, внебрюшинными и внутрибрюшинными. Клиническая картина характеризуется травматическим шоком (особенно при сочетанном переломе костей), развитием мочевого перитонита при внутрибрюшинных повреждениях, кратковременной («ложной») гематурией.

## Повреждения мочеиспускательного канала
Травмы мочеиспускательного канала могут быть открытыми и закрытыми, изолированными и сочетанными с повреждением других органов, подразделяются на пристеночные, неполные и полные разрывы, отрывы уретры от мочевого пузыря. Возникают как при непосредственном приложении силы к промежности и мочеиспускательному каналу, так и в результате перелома костей таза, особенно седалищных, когда уретра повреждается расходящимися отломками.